# Dacryopinax dennisii
Dacryopinax dennisii är en svampart som beskrevs av McNabb 1965. Dacryopinax dennisii ingår i släktet Dacryopinax och familjen Dacrymycetaceae.   Inga underarter finns listade i Catalogue of Life.